# Isuzu MU-X
L’Isuzu MU-X è un fuoristrada prodotto dalla casa automobilistica giapponese Isuzu dal 2013.

## Il contesto
L’Isuzu MU-X nasce come successore dell’Isuzu MU-7. È un fuoristrada di medie dimensioni realizzato in collaborazione con General Motors e frutto di un progetto comune che ha visto nascere anche il gemello Chevrolet TrailBlazer entrambi derivati dalla piattaforma GMT 31XX (ribattezzata i-GRIP da Isuzu) a longheroni degli Isuzu D-Max e Chevrolet Colorado.
Il MU-X riprende parte della carrozzeria dal TrailBlazer differenziandosi per il frontale e gli interni ereditati dal D-Max di seconda generazione, l’abitacolo è a sette posti.
In Tailandia, dove viene prodotto presso lo stabilimento della Isuzu Motor Thailand, questo tipo di veicolo è denominato "PPV", o Pick-Purpose Vehicle, in quanto sviluppato a partire da un pick-up.
Il MU-X è stato presentato in anteprima mondiale in Thailandia il 31 ottobre 2013 e venduto dal 6 novembre dello stesso anno. In Australia, è stato lanciato nel dicembre 2013. Successivamente è stato esportato in oltre 50 parsi ma non in Europa. Nel dicembre 2013, il MU-X è stato presentato anche al Motor Show di Tokyo ma non venne mai venduto in Giappone a causa delle sue grandi dimensioni esterne che lo collocavano in una fascia fiscale soggetta ad elevate tasse.
In Cina, MU-X è stato lanciato a maggio 2015 ed è prodotto dalla Jiangxi Isuzu Motors, joint venture tra Isuzu e la Jiangling Motors Corporation.
La gamma motori era composta dal quattro cilindri 1.9 Isuzu RZ4E-TC turbo diesel a iniezione diretta common rail, turbina VGT e 16 valvole erogante 150 CV (112 kW) a 3600 giri/min e 350 N⋅m di coppia massima a 1800–2600 giri/min accoppiato a un cambio manuale o automatico a 6 marce. Il secondo motore era un 2.5 turbo diesel Isuzu 4JK1-TCX sempre a iniezione diretta common rail e turbina a geometria variabile con distribuzione a 16 valvole ma erogante 136 CV (101 kW) e 320 N⋅m di coppia a 1800–2800 giri/min accoppiato solo al cambio automatico a 5 marce. Il motore top di gamma era il 3.0 quattro cilindri diesel Isuzu 4JJ1-TCX a iniezione diretta common rail, turbina a geometria variabile e 16 valvole erogante 177 CV (132 kW) e 380 N⋅m di coppia 1800–2800 giri/min con cambio manuale o automatico a 5 rapporti. Nel 2015 venne introdotta in alcuni mercati una variante del motore 3.0 siglata 4JJ1-TC depotenziata a 163 CV e 380 Nm di coppia e omologata Euro 2 specifica per quelle zone in cui il gasolio è di bassa qualità.
Nel 2016 le versioni 4WD sono state accoppiate ad un nuovo automatico a sei rapporti.
Il telaio a longheroni e traverse è a trazione posteriore oppure integrale (optional) con marce ridotte.
Le sospensioni anteriori sono a ruote indipendenti a doppio braccio oscillante con barra stabilizzatrice, ammortizzatori a gas con molle elicoidali. Le sospensioni posteriori sono a ruote indipendenti con schema Multilink a 5 bracci e barra stabilizzatrice, ammortizzatori a gas.

## Restyling 2017 (serie RF20)
Il 14 febbraio 2017 è stato presentato via internet un restyling estetico (codice progettuale RF20) mentre la presentazione del modello è avvenuta il 4 marzo 2017 al Bangkok International Motor Show. Le novità si concentrano nel fanali anteriori a LED, nuova calandra cromata, nuovo paraurti anteriore e viene migliorata la qualità degli interni con l'aggiunta di plastiche morbide al tatto, selleria bicolore, insonorizzazione migliorata con nuove schiume assorbenti tra i pannelli di plancia e carrozzeria. La gamma motori è rimasta la medesima del modello 2016. Debutta il nuovo sistema multimediale touchscreen 8 pollici MirrorLink con navigatore, autoradio, bluetooth e presa USB ed Aux. Nel 2018 è stato introdotto sui modelli top di gamma un nuovo touchscreen da 10 pollici stile tablet.
In Cina, in occasione del restyling, è stata introdotta una plancia specifica dal design completamente differente rispetto al modello prodotto in Thailandia, con uno stile più tradizionale e finiture in legno oltre a un differente impianto multimediale.